# Пас-де-ла-Каза (футбольний клуб)
«Пас-де-ла-Каза» (кат. Fútbol Club Pas de la Casa) — андоррський футбольний клуб з міста Пас-де-ла-Каза. Клуб заснований у 2012 році, та грає у Першому дивізіоні Андорри з футболу.

## Історія
У клубі є також футзальна команда, яка бере участь у Першому футзальному дивізіоні Андорри.
Улітку 2015 року команда подала заявку на участь у другому дивізіоні Андорри. Під час турніру команда зіграла 9 ігор, програла 8 ігор і 1 зіграла внічию. Єдине очко було набрано проти «Санта-Коломи Б» (2:2). У листопаді 2015 року «Пас де ла Каса» знявся з розіграшу Другого дивізіону, а оскільки клуб провів менше половини матчів у турнірі, його результати були анульовані.
У сезоні 2022—2023 років клуб «Пас-де-ла-Каза» став переможцем другого дивізіону Андорри, та вийшов до Першого дивізіону.

## Суперництво
Головним суперником клубу «Пас-де-ла-Каза» є клуб «Енкамп», з яким вони грають у «Дербі паррокії».

## Досягнення
- Фіналіст Кубка Андорри (1): 2024.